# Kakao T
Kakao T (кор. 카카오 T; ранее KakaoTaxi) — мобильное приложение корейской транспортной службы, запущенное в 2017 году Kakao Mobility Corp., дочерней компанией Kakao. Сервис обеспечивает заказ такси, бронирование мест на парковках, поиск парковочных мест поблизости, а также информацию о дорожном движении в режиме реального времени.

## История
Первоначально сервис назывался KakaoTaxi и представлял из себя агрегатор такси. Он был запущен 31 марта 2015 года. Общее количество вызовов Kakao Taxi за три месяца с момента запуска превысило 5 миллионов. В 2017 году Kakao переименовал платформу в Kakao T, где «T» означает «транспорт». Новое приложение объединило в себе все свои ключевые транспортные услуги. В мае 2017 года услуги сервиса стали доступны в Японии, благодаря партнерству с JapanTaxi. В ноябре 2017 года общее количество пассажиров превысило 13,71 миллиона пассажиров за три года с момента запуска, а общее расстояние в пути составило 1601 700 000 км, что эквивалентно 1,86 миллионам рейсов туда и обратно из Сеула в Пусан.

## Конфиденциальность
Для использования приложения требуется наличие учетной записи Kakao на основе адреса электронной почты. Местоположение пользователя сообщается только водителю такси. Информация о пользователе остается конфиденциальной, водитель может видеть только место ожидания. Приложение маскирует номер телефона пользователя с помощью одноразового сгенерированного номера для обеспечения конфиденциальности. Однако приложение требует, чтобы пользователь предоставил разрешение на доступ к файлам, хранящимся на устройстве, к истории вызовов устройства и к адресной книге пользователя. Пассажир получает фото водителя, имя, модель автомобиля и номерной знак. Приложение уведомляет о времени поездки и предполагаемом прибытии.

## Споры по поводу карпулинга
В феврале 2018 года Kakao запустила собственную систему карпулинга, с целью поделить рынок этой отрасли. Таксомоторная индустрия Кореи решительно протестовала против такого решения. Она проводила забастовки и требовала законодательного запрета карпулинга.
Однако горожане отреагировали на забастовку таксистов отрицательно, из-за того, что она полностью парализовала услуги такси. Кроме того, столичное правительство Сеула приняло меры по противодействию последствиям забастовки, такие как продление часов работы общественного транспорта и сокращение интервалов между отправками, что снизило влияние таксистов. И вопреки опасениям, что отрасль таксистов вымрет, так как стать частью Kakao T можно только, если вы владеете личным автомобилем среднего или большего размера, а также зарегистрированы не более 7 лет, существует контраргумент о том, что влияние на отрасль такси невелико, потому что входные барьеры в Kakao T высоки.
В связи с возникшими разногласиями, правительство решило ограничить количество раз использования услуг сервисов карпулинга в день до двух раз, а также разрешило их использование только в том случае, если пользователь имеет отдельную работу. При этом, правительство не указало количество часов для использования карпулинга.

### Забастовка и массовый митинг таксистов
18 октября 2018 года десятки тысяч южнокорейских таксистов провели массовый митинг в Сеуле, заявив, что услуга совместного использования автомобилей, запланированная Kakao T, поставит под угрозу их средства к существованию и работу.
20 декабря 2018 года в 14:00 представители отрасли такси провели в Ёидо масштабный митинг против автобазы Kakao. С рассвета многие из 260 000 таксистов по всей стране перестали работать на 24 часа.

### Самосожжения таксистов
10 декабря 2018 года таксист из Южной Кореи сгорел заживо в знак протеста против введения системы карпулинга в Kakao T. 57-летний водитель по фамилии Чой поджег себя перед зданием национального парламента в Сеуле после того, как пожаловался на систему карпулинга, сообщили полиция и информационное агентство Yonhap.
9 января 2019 года произошло второе самосожжение по причине введения системы карпулинга. 64-летний мужчина по фамилии Им припарковался возле посольства США в центре Сеула за несколько минут до того, как его автомобиль был охвачен пламенем. По словам свидетелей, водитель оставался в сознании после того, как вышел из горящего автомобиля вечером в среду (9 января) и был доставлен в ближайшую больницу, но через несколько часов скончался. Им оставил предсмертную записку с призывом запретить то, что он назвал «незаконным объединением автомобилей».